# Estació base cel·lular
Una estació base cel·lular o estació base de cel·la és un lloc que conté els dispositius de comunicacions de les cel·les on es col·loquen antenes i equips de comunicació electrònica (típicament unes antenes de ràdio i repetidors), en una torre o una altra estructura elevada) per poder gestionar una cel·la, o cel·les adjacents, en una xarxa cel·lular. És una estructura elevada que serveix de suport/contenidor de l'antena i un o més conjunts de transceptors emissors/receptors, DSP's, electrònica de control, un receptor GPS per a la sincronització (per als sistemes CDMA2000 / IS-95 o GSM ), una connexió a la xarxa elèctrica pública i per quan falli aquesta, un sistema d'alimentació ininterrompuda.

## Descripció
De vegades, alguns proveïdors de telefonia cel·lular estalvien diners muntant les antenes en un mateixa torre compartida; atès que els sistemes separats utilitzen freqüències diferents, les antenes poden ubicar-se a prop les unes de les altres sense interferir entre si. Algunes companyies proveïdores operen múltiples xarxes cel·lulars i utilitzen estacions base col·localitzades per a dues o més xarxes cel·lulars, (per exemple, CDMA2000 o GSM ).
Tanmateix, cal que les estacions base siguin discretes; poden barrejar-se amb l'entorn o muntar-se en edificis Els paisatges d'arbres preservats sovint poden amagar torres cel·lulars dins d'un arbre artificial o preservat. Aquestes instal·lacions generalment es descriuen com estacions base ocultes.

## Connexió a la xarxa

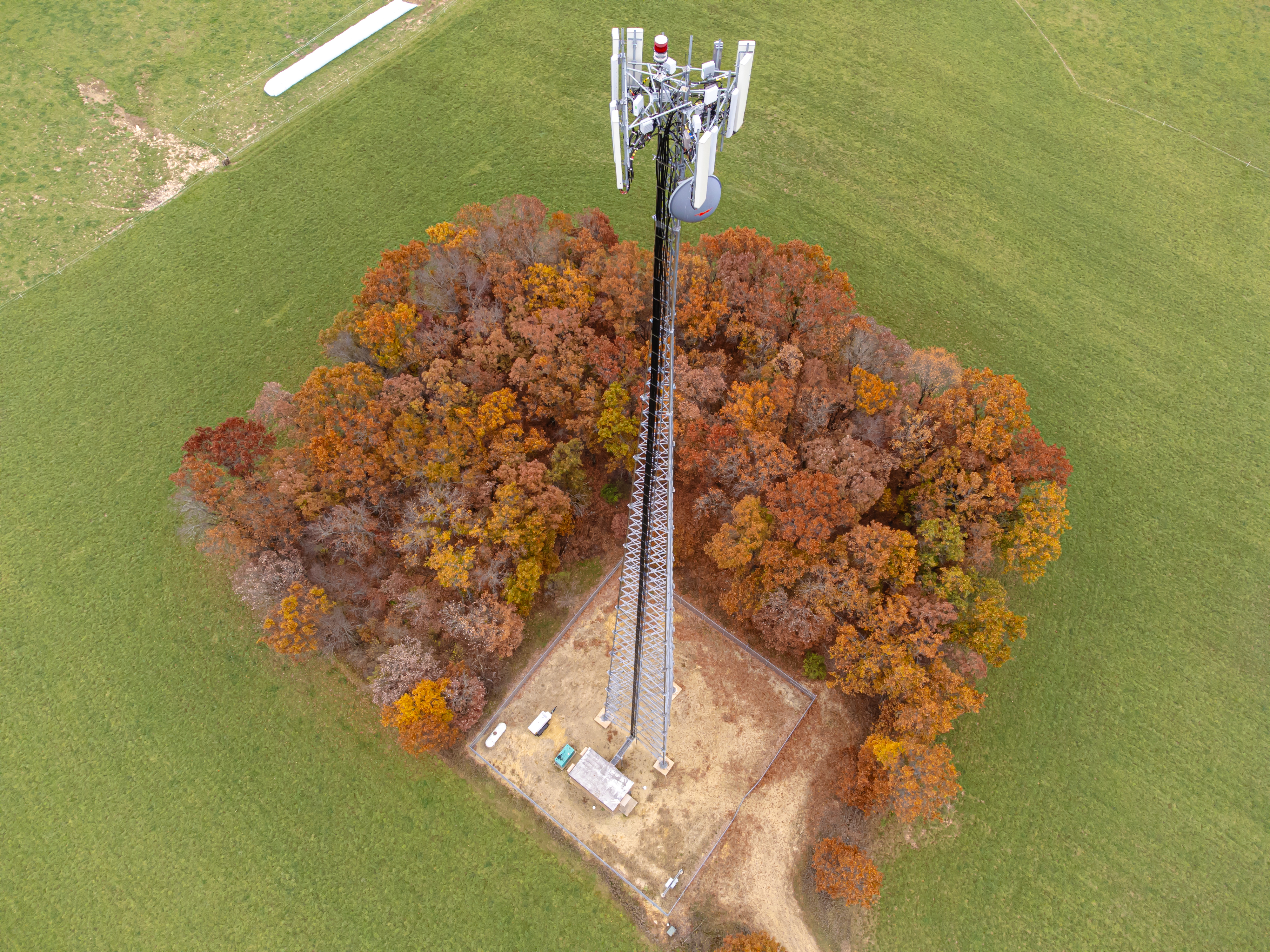
Torre cel·lular mig amagada

Una xarxa mòbil està constituïda per un sistema de telèfons mòbils (telèfons cel·lulars), on cada dispositiu estableix connexió amb la xarxa telefònica mitjançant ones de ràdio a través d'una antena local ubicada a una estació base cel·lular. La zona de cobertura, on es presta el servei, es fragmenta en un mosaic de petites àrees geogràfiques anomenades "cel·les", cadascuna atesa per un transceptor multicanal de baixa potència i una antena en una estació base. Tots els telèfons mòbils dins d'una cel·la es comuniquen amb el sistema mitjançant l'antena d'aquesta cel·la utilitzant canals de freqüència separats assignats per l'estació base a partir d'un conjunt compartit de freqüències emprades pel sistema.
El propòsit de l'estructura cel·lular és conservar l'amplada de banda de ràdio mitjançant la reutilització de freqüències ; els senyals de radi de baixa potència a cada cel·la tenen un abast limitat, permetent la reutilització de canals en cel·les separades geogràficament. Quan un usuari mòbil es desplaça d'una cel·la a una altra, el telèfon es transfereix automàticament a l'antena de la cel·la nova, s'assignen noves freqüències i es comunica amb aquesta antena. Aquest procés de transferència automàtica és imperceptible per a l'usuari i pot passar durant una trucada sense interrupcions. Cada telèfon mòbil té un transceptor digital dúplex automatitzat i es comunica amb l'antena de la cel·la mitjançant dos canals de ràdio digital a UHF o microones, un per a cada adreça de la conversa, i un canal de control que gestiona el registre a la xarxa, el marcatge i la transferència.
Generalment, una torre cel·lular se situa a la vora d'una o més cel·les, abastant múltiples cel·les mitjançant antenes direccionals. Una disposició habitual és col·locar l'estació base a la intersecció de tres cel·les adjacents, amb tres antenes a angles de 120° cadascuna cobrint una cel·la. El tipus d'antena usat per a les estacions base cel·lulars (rectangles blancs verticals a les imatges), anomenat antena de sector, sol constar d'un conjunt vertical col·lineal de dipols. Presenta un patró de radiació en forma de ventall pla, lleugerament inclinat cap avall per cobrir l'àrea de la cel·la sense irradiar angles més elevats en cel·les més allunyades que reutilitzen les mateixes freqüències. L'angle d'elevació de l'antena s'ha d'ajustar amb compte perquè el feix cobreixi tota la cel·la sense irradiar gaire lluny. A les antenes de sector modernes, generalment es pot ajustar electrònicament l'inclinat del feix, evitant la necessitat que un treballador pugi a la torre per inclinar mecànicament l'antena quan sigui necessari fer ajustaments.

## Funcionament

### Abast
El rang de funcionament d'una estació base (el rang on els dispositius mòbils es connecten de manera fiable al lloc cel·lular) no és una xifra fixa. Dependrà de diversos factors, incloent-hi, però no limitant-se a:
- Alçada de l'antena sobre el terreny circumdant ( propagació amb línia de visió ).
- La freqüència del senyal en ús.
- La potència nominal del transmissor.
- La velocitat de dades d'enllaç ascendent/descendent requerida pels dispositius connectats[2]
- Les característiques direccionals del conjunt d'antenes de l'estació base.
- Reflexió i absorció d'energia radioelèctrica per edificis o vegetació.
- També pot estar limitat per factors geogràfics o reguladors locals i per condicions climàtiques.
- A més, hi ha limitacions de temps en algunes tecnologies (per exemple, fins i tot a l'espai lliure, GSM estaria limitat a 150 quilòmetres, amb 180 km possibles amb equipament especial)

Generalment, en àrees on hi ha suficients estacions base per cobrir una àmplia zona, el rang de cadascun s'establirà de la següent manera:
- Assegurant-se de que hi ha prou superposició per al canvi de cel·la cap a/des d'altres estacions base (moure el senyal d'un dispositiu mòbil d'una estació base a una altra, per a aquelles tecnologies que puguin manejar-la, per exemple, fer una trucada telefònica GSM mentre està en un automòbil o en el tren).
- Assegurant-se de que l'àrea de superposició no sigui massa gran per minimitzar els problemes d'interferència amb altres estacions base.

En la pràctica, les estacions base s'agrupen en àrees d'alta densitat de població, amb la quantitat més gran d'usuaris potencials. El trànsit de telèfons mòbils a través d'un sol lloc està limitat per la capacitat de l'estació base; hi ha un nombre finit de trucades o trànsit de dades que una estació base pot gestionar alhora. Aquesta limitació de capacitat sol ser el factor que determina la distància entre estacions base cel·lulars. En àrees suburbanes, els pals solen estar espaiats entre 2 i 3 km (1.2–1.9 mi), i en àrees urbanes denses, els pals poden estar tan a prop com 400–800 m.
El rang màxim d'un pal (on no està limitat per interferències amb altres pals propers) depèn de les mateixes consideracions. En qualsevol cas, el factor limitant és la capacitat d'un telèfon mòbil personal de baixa potència per transmetre de tornada al pal. Com a guia aproximada, basant-nos en un pal alt i terreny pla, podria ser possible assolir entre 50 i 70 km (31 i 43 mi). Quan el terreny és muntanyós, la distància màxima pot variar des de tan poc com 6 a 8 km (3.7 a 5.0 mi) a causa de la invasió d'objectes intermedis a l'àmplia zona central de Fresnel del senyal. Depenent del terreny i altres circumstàncies, una torre GSM pot reemplaçar entre 3 i 80 km (2 i 50 mi) de cablejat per a xarxes sense fil fixes. A més, algunes tecnologies, com GSM, tenen un rang màxim absolut addicional de 35 km (22 mi), imposat per limitacions tècniques. CDMA i IDEN no tenen un límit definit per temporització.

#### Exemple pràctic d'abast
- Torres/estació base mòbils 3G/4G/5G (FR1): tècnicament és possible cobrir fins a 50-150 km. (Macrocèl·lula)[6]
- Estació base mòbil 5G ( FR2 ): les distàncies entre l'estació base 5G són d'aproximadament 250-300 m, per raó de l'ús d'ones mil·limètriques.[7]

### Reutilització de canals
El terme "rang màxim" resulta confús en una xarxa cel·lular. Aquestes xarxes estan dissenyades per gestionar nombroses converses amb un nombre limitat de canals de ràdio (segments d'espectre de freqüència necessaris per a una conversa), llicenciats a un operador de servei cel·lular. Per superar aquesta limitació, és crucial repetir i reutilitzar els mateixos canals a diferents ubicacions. Igual que un radi d'automòbil canvia d'una estació local a una altra completament diferent amb la mateixa freqüència en viatjar a una altra ciutat, el mateix canal de ràdio es reutilitza en un pal cel·lular a pocs quilòmetres de distància. Per aconseguir això, el senyal d'un pal cel·lular es manté intencionalment a baixa potència i, en molts casos, inclinat cap avall per limitar-ne l'abast. Això permet cobrir una àrea prou petita per no haver d'admetre més converses de les que els canals disponibles poden manejar. A causa de la disposició sectoritzada de les antenes en una torre, és possible variar la potència i l'angle per a cada sector segons la cobertura d'altres torres a la zona.

### Factors que limiten el senyal
De vegades, un telèfon mòbil pot deixar de funcionar perquè és a una distància considerable d'un pal, o perquè el telèfon està ubicat en un lloc on els senyals de telefonia mòbil es veuen atenuats per parets gruixudes d'edificis, turons o altres estructures. Els senyals no requereixen una línia de visió clara, però una interferència de ràdio més gran pot degradar o eliminar la recepció. Quan diverses persones intenten utilitzar el pal cel·lular alhora, per exemple, durant un embús de trànsit o un esdeveniment esportiu, és possible que hi hagi un senyal a la pantalla del telèfon, però aquest es bloquejarà i no permetrà iniciar una nova connexió. Un altre factor limitant per als telèfons mòbils és la capacitat d'enviar un senyal des de la bateria de baixa potència fins al lloc cel lular. Alguns telèfons mòbils tenen un millor rendiment que altres amb poca potència o bateria baixa, generalment a causa de la capacitat d'enviar un senyal sòlid des del telèfon fins al pal.
El controlador central de l'estació base (un ordinador especialitzat en gestionar connexions telefòniques) i la intel·ligència del telèfon mòbil fan un seguiment i faciliten el canvi del telèfon d'un pal a un altre durant una conversa. Conforme l'usuari es desplaça cap a un pal, selecciona el senyal més fort i allibera el pal el senyal del qual s'ha debilitat; aquest canal en aquest pal queda disponible per a un altre usuari.

### Geolocalització
La geolocalització cel·lular és menys precisa que l'obtinguda mitjançant GNSS (per exemple, GPS), però està disponible pels dispositius que no tenen incorporats receptors GPS i en situacions on el GNSS no està disponible. La precisió d'aquest sistema varia i és més elevada en casos on són possibles mètodes avançats d'enllaç per triangulació entre varies torres i és menor quan només es pot accedir a un única torre. En aquest darrer cas, la ubicació només es coneix dins de l'àrea de cobertura del lloc.
Un enllaç directe endavant avançat es produeix quan un dispositiu està dins de l'abast d'almenys tres estacions base i l'operador ha implementat l'ús d'un sistema de sincronització.
Un altre mètode consisteix en utilitzar l'angle d'arribada (AoA) i es triangula quan el dispositiu està dins de l'abast d'almenys dos estacions base, cosa que proporciona una precisió intermèdia. El GPS assistit utilitza tant senyals de satèl·lit com de telèfons mòbils.
Als Estats Units, per al servei de trucades d'emergència que utilitza dades d'ubicació (conegut localment com "Enhanced 911" o E911), es va establir com a requisit que almenys el 95% dels telèfons mòbils en ús el 31 de desembre de 2005 suportessin aquest servei. Molts proveïdors no van complir amb aquest termini i van ser sancionats per la Comissió Federal de Comunicacions.

### Radiacions i salut.
D'acord amb la Comissió Federal de Comunicacions dels Estats Units: "Les dades de mesura recopilades de diverses fonts han indicat de manera constant que les densitats de potència al nivell del sòl en el 'pitjor dels casos'prop de les torres cel·lulars típiques són de l'ordre d'1 µW/cm² (o 10 mW/m²) o menys (generalment significativament menys)”.
Els telèfons mòbils, les torres cel·lulars, el Wi-Fi, els mesuradors intel·ligents, els telèfons sense fil de telecomunicacions millorades digitalment, els telèfons sense fil, els monitors per a nadons i altres dispositius sense fil emeten freqüències de ràdio no ionitzants, que l'Organització Mundial de la Salut (OMS) ha classificat com un carcinogen ". Segons l'Institut Nacional del Càncer dels EE. UU. , "No s'ha identificat cap mecanisme pel qual els camps electromagnètics de freqüència extremadament baixa o la radiació de radiofreqüència puguin causar càncer".
Les opinions científiques abonades per l'Administració d'Aliments i Fàrmacs dels EE. UU. (FDA) indiquen que la radiació no ionitzant, dins dels límits establerts per la Comissió Federal de Comunicacions (FCC) per a l'exposició a freqüències de ràdio, no s'ha demostrat que sigui carcinogènica ni causi mal a les persones.

## Antenes transportables

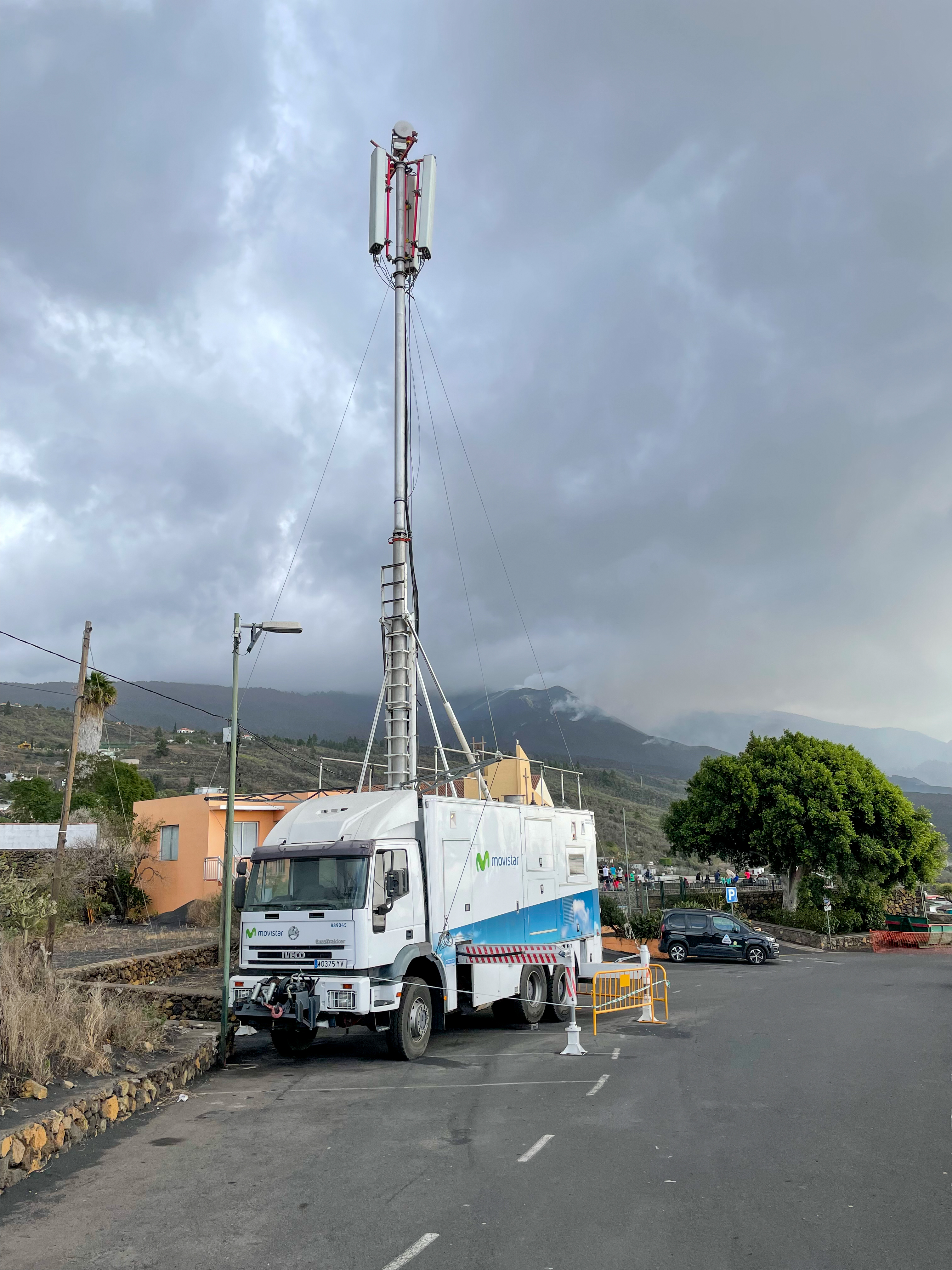
Una antena mòbil utilitzada durant l'erupció volcànica de la Palma del 2021

Encara que les antenes de telefonia cel·lular solen estar adherides a estructures permanents, els proveïdors també mantenen flotes de vehicles, coneguts com a cel·les mòbils (COWs), que funcionen com a estacions base temporals de telefonia cel·lular. Es pot incloure un generador per al seu ús en llocs on no hi ha subministrament elèctric de xarxa, i el sistema pot comptar amb un enllaç de retorn sense fil que permet utilitzar-los en llocs on no està disponible una connexió per cable.
Les cel·les mòbils (COWs) també s'utilitzen en estacions base permanents, com ara reemplaçaments temporals per a equips danyats, durant talls planificats i per augmentar la capacitat, com durant convencions.

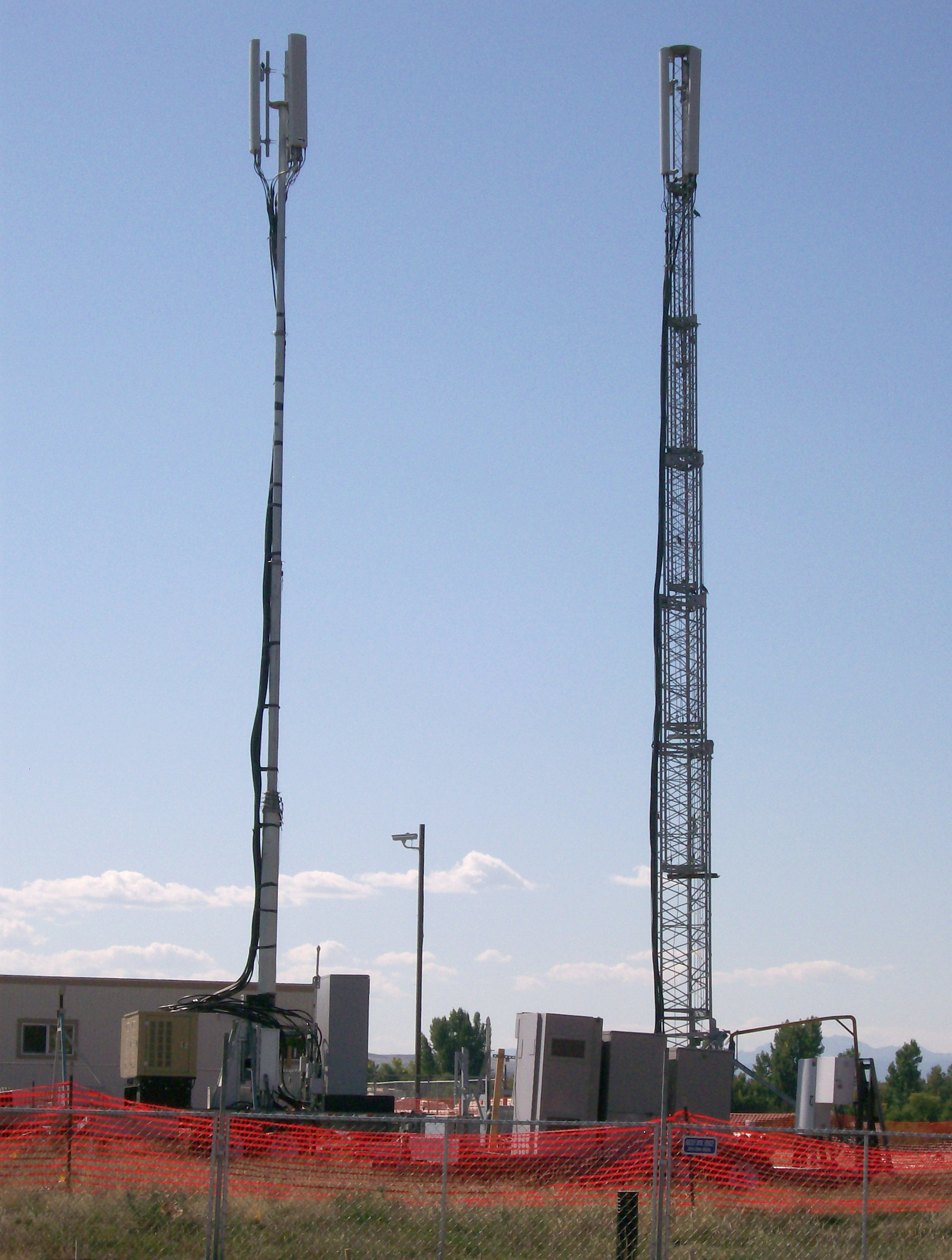
Estació base sobre rodes (COW)

## Treballadors de manteniment
Els treballadors de torres de transmissió sovint treballen a alçades de fins a 460 m (1500 peus), fent tasques d'instal·lació, manteniment i reparació per a companyies de telefonia cel·lular i altres empreses de comunicacions sense fil.

## Configuració com agència d'espionatge
Segons documents filtrats a Der Spiegel, la NSA ven una "estació base GSM activa" per $40,000 per ser utilitzada com una eina per emular una torre de xarxa mòbil i així monitorar telèfons mòbils.
El novembre de 2014, segons informes del Wall Street Journal , es va donar a conèixer que un Grup d'Operacions Tècniques dels EUA. UU. utilitzava dispositius d'espionatge, coneguts com a "dirtboxes", per imitar potents senyals de torres cel·lulars. Aquests dispositius estan dissenyats per fer que els telèfons mòbils es connectin a la torre, ja que és el senyal més fort dins de l'abast. Es col·loquen en avions per crear efectivament una mena de "xarxa d'arrossegament", recopilant dades sobre telèfons mentre els avions viatgen sobre àrees poblades.

## Sistemes fora de la xarxa elèctrica
Una estació base fora de la xarxa no està connectat a la xarxa elèctrica pública. Generalment, el sistema és independent de la xarxa a causa del difícil accés o la manca d'infraestructura. S'incorporen sistemes d'energia de suport, com ara cel·les de combustible o altres, en estacions base crítics per proporcionar energia en el dia a dia i en situacions d'emergència. Tradicionalment, les estacions base han emprat conjunts generadors impulsats per motors de combustió interna; no obstant això, en ser menys eficients que l'energia pública, augmenten els costos operatius i constitueixen una font de contaminació (atmosfèrica, acústica, etc.), i alguns es troben en àrees protegides per la conservació del medi ambient i del paisatge.
Les fonts renovables, com l'energia solar i l'eòlica, poden estar disponibles a llocs on s'instal·len estacions base. El 2022, es va instal·lar el primer pal fora de la xarxa a Eglwyswrw, Gal·les. Això pot disminuir el cost de combustible per al lloc de cel·les o la torre de telecomunicacions fins a un 75%. Poden recolzar-se amb un sistema de generador de combustible que permet que el lloc de cel·les funcioni quan les fonts renovables no són suficients. Un d'aquests sistemes de producció d'energia consisteix a:
- Generador d'energia solar
- Aerogenerador
- Piles de combustible per a generadors electroquímics.

L'energia elèctrica de fonts intermitents s'emmagatzema en bateries secundàries que generalment estan dissenyades per tenir una mitjana de dos dies d'autosuficiència, també conegut com a autonomia, per permetre temps que el personal de manteniment arribi al lloc quan sigui necessari fer una reparació.
Els sistemes d'energia renovable subministren energia elèctrica quan està disponible. Les cel·les de combustible només s'activen quan les fonts naturals no són suficients per subministrar l'energia que necessita el sistema. La font d'energia d'emergència (les cel·les de combustible) està dissenyada per durar una mitjana de deu dies. D'aquesta manera, l'estructura és completament autosuficient: això permet que l'equip de manteniment només faci algunes visites al lloc, ja que generalment és difícil arribar-hi.

## Camuflatge
Sovint hi ha oposició local a noves antenes de comunicació per raons de seguretat i aparença. Aquesta última de vegades s'aborda disfressant l'antena com una altra cosa, com un pal de bandera, un fanal o un arbre (per exemple, palmeres, pins, xiprers) o estructures en teulades o característiques urbanes com xemeneies o panells.
Aquestes estacions cel·lulars ocultes es poden distingir per la forma de les fulles i el tipus d'escorça. El fullatge de totes aquestes antenes està compost per fulles de material plàstic dissenyades amb precisió, tenint en compte la quantitat, forma i disposició adequada per ocultar completament les antenes i totes les parts accessòries de manera natural. Els materials utilitzats garanteixen una absoluta transparència radioelèctrica i resistència als raigs UVA. Sobrenoms inclouen "monopalm" per a un monopol disfressat com una palmera o "Pseudopinus telephoneyensis" per a un pal disfressat de pi. En monopols, les antenes direccionals de vegades s'amaguen en una carcassa de plàstic prop de la part superior del pal perquè es puguin eliminar les barres transversals.
Estructures al terrat, com xemeneies o panells d'ocultament, de 6 a 12 metres d'alçada, poden ocultar un o més operadors de telefonia mòbil a la mateixa estació. Els panells Roofmask es poden fixar a les estructures del terrat existents, remodelant-les de manera ràpida i econòmica.

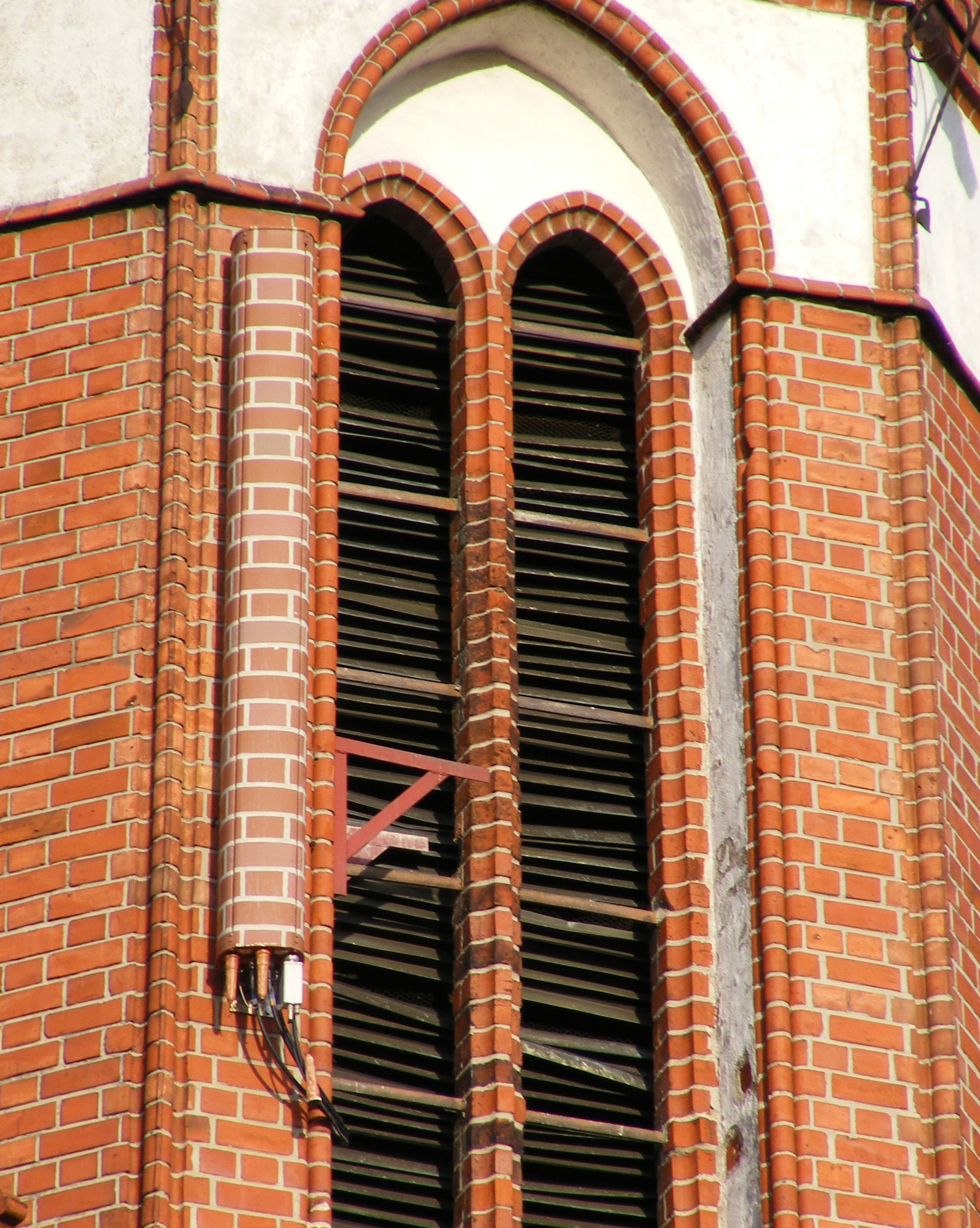
Una antena colorida perquè es barregi amb l'edifici que l'allotja, aSopot, Polònia
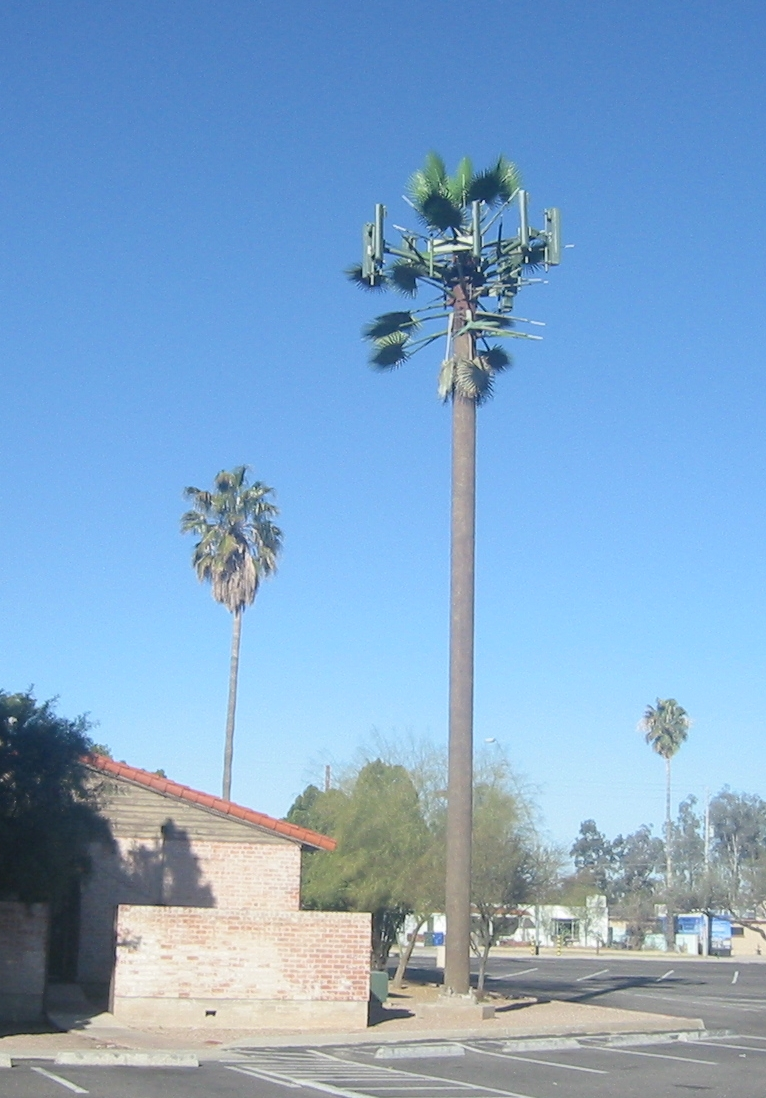
Monopol camuflat, anomenat "monopalm", aArizona, EUA.
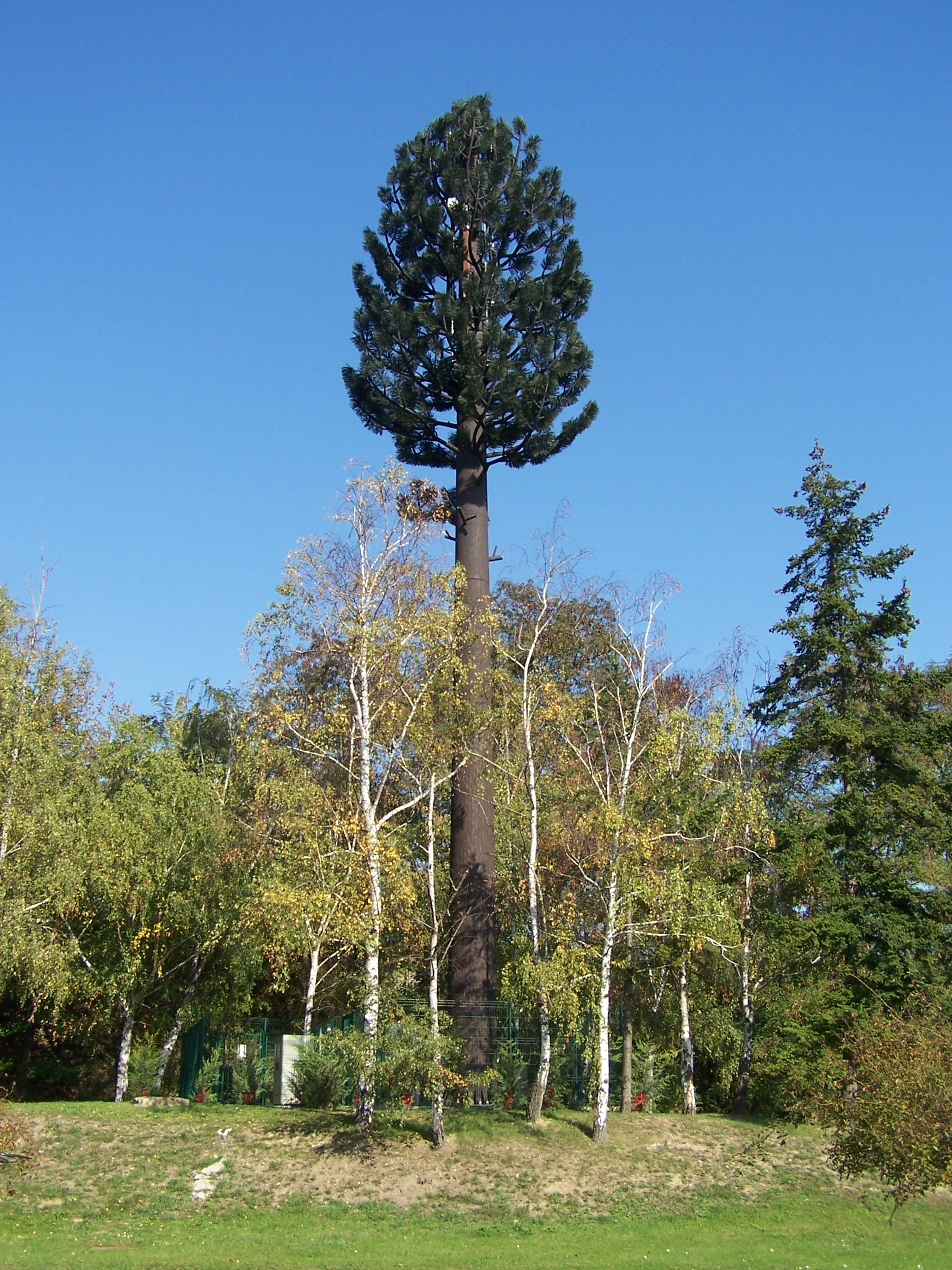
Un lloc amagat darrere d'un arbre aYvelins,frança

## Miniaturització
Investigadors d'Alcatel-Lucent han desenvolupat una estació base anomenat lightRadio que cap al palmell de la mà. Té la mida d'un cub Rubik. És capaç de transmetre senyals 2G, 3G i 4G. Són més eficients en energia i lliuren banda ampla de manera més eficient que les estacions base actuals. Podrien utilitzar-se en àrees urbanes molt poblades per alliberar més espai radioelèctric.